# Meghan Heffern
Meghan Heffern (Edmonton, 3 ottobre 1983) è un'attrice canadese.
Attualmente vive a Toronto.

## Filmografia parziale

### Cinema
- The Fog - Nebbia assassina (The Fog), regia di Rupert Wainwright (2005)
- American Pie Presents: Beta House, regia di Andrew Waller (2007)
- Chloe - Tra seduzione e inganno (Chloe), regia di Atom Egoyan (2009)
- The Shrine, regia di Jon Knautz (2010)
- Home Sweet Home, regia di David Morlet (2013)
- Special Correspondents, regia di Ricky Gervais (2016)

### Televisione
- Flight 93 - film TV, regia di Peter Markle (2006)
- Whistler - serie TV, 1 episodio (2006)
- Blue Mountain State - serie TV, 12 episodi (2010-2011)
- Degrassi: The Next Generation - serie TV, 2 episodi (2012)
- Backpackers - serie TV, 8 episodi (2013-2015)
- Road Trip - serie TV, 9 episodi (2014)
- Reign - serie TV, episodio 2x19 (2015)
- Good Witch - serie TV, episodi 2x05-2x06 (2016)
- How to Buy a Baby - serie TV, 20 episodi (2017-2019)
- Wynonna Earp - serie TV, 9 episodi (2017)
- Designated Survivor - serie TV, episodio 2x04 (2017)
- unREAL - serie TV, 7 episodi (2018)
- The Good Doctor - serie TV, episodio 3x18 (2020)
- Sex/Life - serie TV, 6 episodi (2021-2023)
- Alert: Missing Persons Unit - serie TV, episodio 2x09 (2024)

## Doppiatrici italiane
Nelle versioni in italiano delle opere in cui ha recitato, Danae Nelson è stata doppiata da:
- Letizia Ciampa in American Pie Presents: Beta House, Special Correspondents
- Eleonora Di Giacomo in Blue Mountain State[1]
- Sara Ferranti in Good Witch[2]
- Chiara Oliviero in The Good Doctor
- Martina Felli in Alert: Missing Persons Unit